# Gintungan
Gintungan is een bestuurslaag in het regentschap Purworejo van de provincie Midden-Java, Indonesië. Gintungan telt 3526 inwoners (volkstelling 2010).